# Washington Redskins 1937
La stagione 1937 dei Washington Redskins è stata la sesta della franchigia nella National Football League e la prima a Washington. Sotto la direzione del capo-allenatore Ray Flaherty la squadra ebbe un record di 8-3, terminando prima nella NFL Eastern. In finale batté i Chicago Bears in trasferta al Wrigley Field per 28-21, vincendo il suo primo titolo.
I Boston Redskins avevano il titolo della Eastern Division nella stagione precedente ma avevano avuto una scarsa affluenza di pubblico, spingendo il proprietario George Preston Marshall a spostarsi a sud verso la sua città natale. I Redskins avevano  scelto il quarterback Sammy Baugh da TCU nel primo giro del Draft NFL 1937 il 12 dicembre 1936, mentre erano ancora a Boston. Il rookie Baugh guidò la lega in yard passate nel 1937 con l'allora record di 81 passaggi completati e l'halfback Cliff Battles guidò la NFL con 874 yard corse.

## Scelte nel Draft 1937
| Scelte nel Draft 1937 |        |                |             |              |      |
| Giro                  | Scelta | Player         | Ruolo       | College      | Note |
| 1                     | 6      | Sammy Baugh    | Quarterback | TCU          |      |
| 2                     | 16     | Nello Falaschi | Centro      | Santa Clara  |      |
| 3                     | 26     | Maurice Elder  | Back        | Kansas State |      |
| 4                     | 36     | Dick Bassi     | Guard       | Santa Clara  |      |
| 5                     | 46     | Chuck Bond     | Tackle      | Washington   |      |
| 6                     | 56     | Jimmie Cain    | Back        | Washington   |      |
| 7                     | 66     | Rotta Holland  | Guardia     | Kansas State |      |
| 8                     | 76     | Joel Eaves     | End         | Auburn       |      |
| 9                     | 86     | Bill Docherty  | Tackle      | Temple       |      |
| 10                    | 96     | Mac Cara       | End         | NC State     |      |

## Calendario
| Stagione regolare |                    |                        |                    |                    |                                |                    |                    |
| Turno             | Data               | Avversario             | Risultato          | Record             | Stadio                         | Pubblico           | Sintesi            |
| 1                 | Settimana di pausa | Settimana di pausa     | Settimana di pausa | Settimana di pausa | Settimana di pausa             | Settimana di pausa | Settimana di pausa |
| 2                 | Settimana di pausa | Settimana di pausa     | Settimana di pausa | Settimana di pausa | Settimana di pausa             | Settimana di pausa | Settimana di pausa |
| 3                 | 16 settembre       | New York Giants        | V 13–3             | 1–0                | Griffith Stadium               | 25,000             | Recap              |
| 4                 | 24 settembre       | Chicago Cardinals      | S 14–21            | 1–1                | Griffith Stadium               | 22,367             | Recap              |
| 5                 | 3 ottobre          | Brooklyn Dodgers       | V 11–7             | 2–1                | Griffith Stadium               | 16,000             | Recap              |
| 6                 | 10 ottobre         | Philadelphia Eagles    | S 0–14             | 2–2                | Griffith Stadium               | 7,320              | Recap              |
| 7                 | 17 ottobre         | Pittsburgh Pirates     | V 34–20            | 3–2                | Griffith Stadium               | 12,835             | Recap              |
| 8                 | 24 ottobre         | at Philadelphia Eagles | V 10–7             | 4–2                | Philadelphia Municipal Stadium | 13,167             | Recap              |
| 9                 | 31 ottobre         | at Brooklyn Dodgers    | V 21–0             | 5–2                | Ebbets Field                   | 22,500             | Recap              |
| 10                | Settimana di pausa | Settimana di pausa     | Settimana di pausa | Settimana di pausa | Settimana di pausa             | Settimana di pausa | Settimana di pausa |
| 11                | 14 novembre        | at Pittsburgh Pirates  | S 13–21            | 5–3                | Forbes Field                   | 12,242             | Recap              |
| 12                | 21 novembre        | at Cleveland Rams      | V 16–7             | 6–3                | Cleveland Stadium              | 3,500              | Recap              |
| 13                | 28 novembre        | Green Bay Packers      | V 14–6             | 7–3                | Griffith Stadium               | 30,000             | Recap              |
| 14                | 5 dicembre         | at New York Giants     | V 49–14            | 8–3                | Polo Grounds                   | 58,285             | Recap              |

Note: gli avversari della propria division sono in grassetto.

### Playoff
| Playoff |             |               |           |
| Turno   | Data        | Avversario    | Risultato |
| Finale  | 12 dicembre | Chicago Bears | V 28–21   |

## Classifiche
| NFL Eastern         |   |   |   |      |       |     |     |     |
|                     | V | S | P | %    | DIV   | PF  | PS  | STR |
| Washington Redskins | 8 | 3 | 0 | .727 | 6–2   | 195 | 120 | V3  |
| New York Giants     | 6 | 3 | 2 | .667 | 5–2–1 | 128 | 109 | S1  |
| Pittsburgh Pirates  | 4 | 7 | 0 | .364 | 4–4   | 122 | 145 | S1  |
| Brooklyn Dodgers    | 3 | 7 | 1 | .300 | 2–5–1 | 82  | 174 | P1  |
| Philadelphia Eagles | 2 | 8 | 1 | .200 | 2–6   | 86  | 177 | S1  |

Note: I pareggi non venivano conteggiati ai fini della classifica fino al 1972.